# Bee Gees Greatest
Bee Gees Greatest es un álbum compilatorio lanzado en 1979 por RSO Records. Poco después del exitoso álbum Spirits Having Flown. Greatest es el resumen del período más exitoso de los Bee Gees, es decir desde 1975 hasta 1979. 

## Descripción del álbum
La versión original era un álbum doble con muchos detalles en las tapas y bordes, con fotos de cada hermano en cada etiqueta y una de los tres hermanos en la cuarta etiqueta, adornada cada una con el logo de "Bee Gees Greatest".
El lado 1 era el lado disco donde aparecían Jive Talkin', Night Fever, Tragedy, You Should Be Dancing y Stayin' Alive.
El lado 2 era de las baladas How Deep Is Your Love, Too Much Heaven, Love So Right, (Our Love) Don't Throw It All Away y Fanny (Be Tender With My Love).
El lado 3 era de las caras B y canciones de álbumes como If I Can't Have You, You Stepped Into My Life, Love Me, More Than a Woman y Rest Your Love On Me. Este lado puede ser también interpretado como el de las canciones interpretadas por otros artistas.
El lado 4 es considerado el más serio de todos, con canciones como Nights on Broadway, Spirits (Having Flown), Wind of Change, Love You Inside Out y Children of the World.
Un dato interesante es que dos singles que estuvieron en las listas, Boogie Child #12, y Edge Of The Universe (Live) #26 fueron omitidos en favor de temas que habían sido hits con otros artistas, como Love Me y If I Can't Have You (Yvonne Elliman) y You Stepped Into My Life (Wayne Newton). La omisión de Boogie Child es particularmente curiosa ya que llegó a la misma posición en el Billboard que la versión de Yvonne Elliman de Love Me, mientras que la versión de Wayne Newton de "You Stepped Into My Life" solo llegó al puesto 90. Boogie Child sí apareció en la compilación "Tales From The Brothers Gibb" lanzada en 1990, pero fue omitida nuevamente en la compilación "Their Greatest Hits: The Record" del año 2001.
Bee Gees Greatest Llegó al tope del Billboard tempranamente en 1980 lo que les dio 3 álbumes número 1 consecutivamente. Greatest fue lanzado en CD como un set de 2 CD pero ha sido reemplazado para el uso común por el compilado "The Record" ya que contiene muchos más temas, los mismos de Greatest más otros de otras épocas.
En septiembre de 2007, Reprise Records lanzó una versión expandida y remasterizada de Greatest. Muchos de los temas en Greatest han sido previamente remasterizados pero este sería el primer lanzamiento para las versiones remasterizadas de You Stepped Into My Life, Rest Your Love On Me, Wind Of Change, Spirits (Having Flown) y Children Of The World. Además de todo esto, contiene una versión extendida de Stayin' Alive y una canción nunca antes lanzada de los Bee Gees, Warm Ride, que fue escrita para el grupo Rare Earth. Hay también remixes de las canciones You Should Be Dancing, If I Can't Have You, Night Fever y More Than A Woman y un tema oculto, un nuevo mix de Stayin' Alive.
la nueva publicación de Bee Gees Greatest debutó en el #1 del Billboard's Pop Catalog para la semana del 30 de septiembre de 2007. Hubo algunas dudas respecto a que si el Billboard iba a tratar esto como un nuevo lanzamiento o un relanzamiento. el álbum obtuvo sobre las 20,000 copias en la semana, haciéndolo el 35vo álbum más vendido en el país, suficiente para dejarlo en el Billboard's Top 40, pero la política no oficial del Billboard's dice que tiene que ser al menos un 33% de material nuevo para clasificarse como un nuevo lanzamiento. Bee Gees Greatest contiene alrededor de un 28% de material nuevo, haciéndolo así en solo un relanzamiento.

## Lista de canciones
LP1 / CD1
1. Jive Talkin'
2. Night Fever
3. Tragedy
4. You Should Be Dancing
5. Stayin' Alive
6. How Deep Is Your Love
7. Love So Right
8. Too Much Heaven
9. (Our Love) Don't Throw It All Away
10. Fanny (Be Tender With My Love)

Bonus Tracks
1. Warm Ride
2. Stayin' Alive (Promo 12" Version)

LP 2 / CD2
1. If I Can't Have You
2. You Steeped Into My Life
3. Love Me
4. More Than a Woman
5. Rest Your Love On Me
6. Nights on Broadway
7. Spirits (Having Flown)
8. Love You Inside Out
9. Wind of Change
10. Children of the World

Bonus Tracks
1. You Should Be Dancing (Jason Bentley/Phillip Steir Remix)
2. If I Can't Have You (Count Da Money Remix)
3. Night Fever (GRN Remix)
4. Night Fever (Future Funk Squad Remix)
5. How Deep Is Your Love (Supreme Beings Of Leisure Remix)
6. Stayin' Alive (Teddybears Remix)
7. If I Can't Have You (The Disco Boys Remix)[2]